# 出庭律師
出庭律师又称诉讼律师、訟務律師、大律师或高級律師，是一些國家和地區兩種律師的其中一種（另一種是事務律師（英語：Solicitor），即「小律師」），大多在使用普通法制度國家或地區（包括澳大利亚聯邦、香港、加拿大等）使用。
按照英国及部分其它國家和地區的法律规定，兩種律師資格考核、專業組織和行業規範都是分別的，一般只有訟務律師能在上诉法庭上替當事人進行辯護或訴訟。在其他國家和地區雖然事務律師也可出庭發言，或者兩种律師沒有制度上的區分，但按照約定俗成的慣例一部分律師作爲專職訟務律師執業，其他律師作爲事務律師雖然擁有出庭發言權但一般會委任專職訟務律師在法庭上發言。
訟務律師在香港俗稱為大狀（沿自古代中國的狀師）。在英国苏格兰地区，对应的讼务律师称为訟辯人（英語：Advocate）。

## 法庭
在香港，事務律師（簡稱律師）以前在高等法院和終審法院是沒有發言權的。如當事人需要在上述法院進行訴訟，必須要由事務律師轉聘訟務律師進行。於2007年11月29日，香港司法機構「律師出庭發言權工作小組」發表的報告建議讓執業足夠5年，兼有足夠訴訟經驗的事務律師擁有「較高級法院出庭發言權」，打破這個老舊的規定。
这种规定在英国本土已经逐渐废止，1990年后有不少事务律师通過考核可以获准作为讼务律师在较高级别的法庭发言，称之为訟辯律師（英語：Solicitor Advocate）。
在澳洲，自從20世紀末律師行業進行改革后，所有的事務律師都擁有訟務律師資格，因此擁有不受限制的在法庭的發言權，但單純的訟務律師資格仍舊保留，因此意欲專職擔任訟務律師的人士也可以選擇單純訟務律師資格。雖然事務律師可以在法庭發言，但按照約定俗成的職業慣例，一般在經過實習階段后律師都會選擇作爲事務律師或訟務律師執業，除了簡單法庭事務會由事務律師自行發言外，在處理較複雜的法庭事務時專職事務律師會委任專職訟務律師在法庭上發言。

## 職業責任
但是按严格的法律原则说，讼务律师并不受当事人直接雇用，他们出庭不过是应事务律师的邀请有偿提供专业意见而已。所以他们在法庭上的首要任务和职业操守是帮助法官作出法律上来说正确的决定，而不是片面的帮助自己的间接受托人。讼务律师也一般必须以个人身份行业，承担无限责任的风险，而不能隶属于任何合伙律师事务所或者公司。

## 資格考核
要在香港成為一名訟務律師，須在港完成「法學專業證書」（英語：Postgraduate Certificate in Laws）後，跟隨訟務律師實習一年（俗稱「跟師傅」），加入香港大律師公會後方可成為正式的訟務律師。
根據香港大律師公會數字，2006年4月該會會員人數為950人，相對於事務律師人數的六分之一（2006年10月28日事務律師數字為5,600人），原因除工作性質上訟務律師市場遠較後者為小外，訟務律師性質上屬於「自僱人士」，其收入比較極端，較不穩定的收入對初入行者是一難以克服的問題。不少人選擇先成為事務律師從業數年，获得經濟保障后，再放棄事務律師身份进進入訟務律師行業實習。

## 大律師的級別
在英格蘭，歷史上大律師曾分爲幾個級別，隨著歷史變遷現在尚存的有兩大級別：
- 御用大律師（女性君主在位時稱，簡稱；男性君主在位時稱為，簡稱；有時坊間俗稱Silk）：由於資歷較深及職業聲譽較出衆而獲得冊封的高級大律師；以及
- 初級大律師（英語：Junior Barrister）：其他大律師。

在其他普通法國家和地區也有類似制度，不过在許多國家和地區“御用大律師”已被“資深大律師”稱號取代。

## 延伸閱讀
- Abel, Richard L. The Making of the English Legal Profession: 1800-1988 (1998), 576pp
- Lemmings, David. Gentlemen and Barristers: The Inns of Court and the English Bar, 1680-1730 (Oxford 1990)
- Levack, Brian. The civil lawyers (Oxford 1973)
- Prest, Wilfrid. The Inns of Court (1972)
- Prest, Wilfrid. The Rise of the Barristers (1986)

## 外部連結
- 英格兰大律師公會（页面存档备份，存于）
- 香港大律師公會（页面存档备份，存于）
- 司法機構小組建議 律師可打高院官司 （页面存档备份，存于） - 明报